# 扎哈里夫卡 (伊瓦尼夫卡區)
46°44′53″N 34°19′33″E / 46.74806°N 34.32583°E
扎哈里夫卡（烏克蘭語：Захарівка）是位於烏克蘭南部的村莊，由赫爾松州海尼切斯克區的伊萬尼夫卡市鎮負責管轄。該村始建於1908年，面積13.6平方公里，海拔高度46米，2001年人口94，人口密度每平方公里6.4人。